# Leisure Suit Larry: Wet Dreams Don’t Dry
Leisure Suit Larry: Wet Dreams Don’t Dry — эротический point-and-click квест 2018 года, разработанный немецкой студией CrazyBunch и изданный компанией Assemble Entertainment. Часть серии Leisure Suit Larry про Ларри Лаффера.
Эл Лоу, создатель оригинальных игр про Ларри, не принимал участие в разработке данной игры. Голос же Ларри остался прежним, его снова озвучил Ян Рэбсон.
В октябре 2020 года вышло продолжение под названием Leisure Suit Larry: Wet Dreams Dry Twice.

## Геймплей
Игра представляет собой классический point-and-click квест. Геймплей заключается в перемещении между локациями, поиске активных точек на экране и решении головоломок. Управление осуществляется при помощи мыши. При нажатии на правую кнопку можно осмотреть предмет, при помощи левой — взять, а зажатая средняя кнопка выполняет функцию подсказки и подсвечивает на экране объекты с которыми можно взаимодействовать.
В игре присутствует инвентарь и мобильный телефон. В инвентаре хранятся предметы собранные Ларри, там же можно некоторые из них совмещать между собой. Телефон используется для работы с приложениями. С его помощью, например, можно вызвать такси.

## Сюжет
Неким таинственным образом Ларри Лаффер из 1987 года попадает в наше время. Первым делом Ларри отправляется в бар к Лефти, от которого и узнаёт, что на дворе уже XXI век. В туалете бара Ларри находит прототип нового «ПайФона», искусственный интеллект которого просит вернуть его в «Слифф инкорпорейтед» Биллу Джобсу. Это «магическое» устройство само вызывает такси и на «Уидене» Ларри отправляется в штаб компании. Он возвращает прототип Биллу Джобсу и получает взамен «ПайФон» текущего поколения. В офисе компании Ларри обращает внимание на сотрудницу по имени Фейт. Ларри пытается пригласить Фейт на свидание, но та отвечает, что встречается только с мужчинами, у которых 90 баллов в «Тимбере». Ларри Лаффер решает во что бы то ни стало заполучить Фейт. Он устанавливает себе на телефон «Тимбер» и принимается ходить на свидания, повышая, таким образом, свой балл.

## Рецензии
| Сводный рейтинг       | Сводный рейтинг |
| Агрегатор             | Оценка          |
| --------------------- | --------------- |
| GameRankings          | 70,71 %         |
| Metacritic            | 72/100          |
| Иноязычные издания    |                 |
| Издание               | Оценка          |
| Destructoid           | 7/10            |
| GameStar              | 75/100          |
| IGN Spain             | 7,4/10          |
| Eurogamer Italy       | 6/10            |
| Русскоязычные издания |                 |
| Издание               | Оценка          |
| Riot Pixels           | 48 %            |
| «Игромания»           | 4/5             |

Игра в основном получила оценки выше среднего. На сайте GameRankings у неё 70,71 %, на Metacritic у игры 72 балла из 100.